# Rówień Waksmundzka

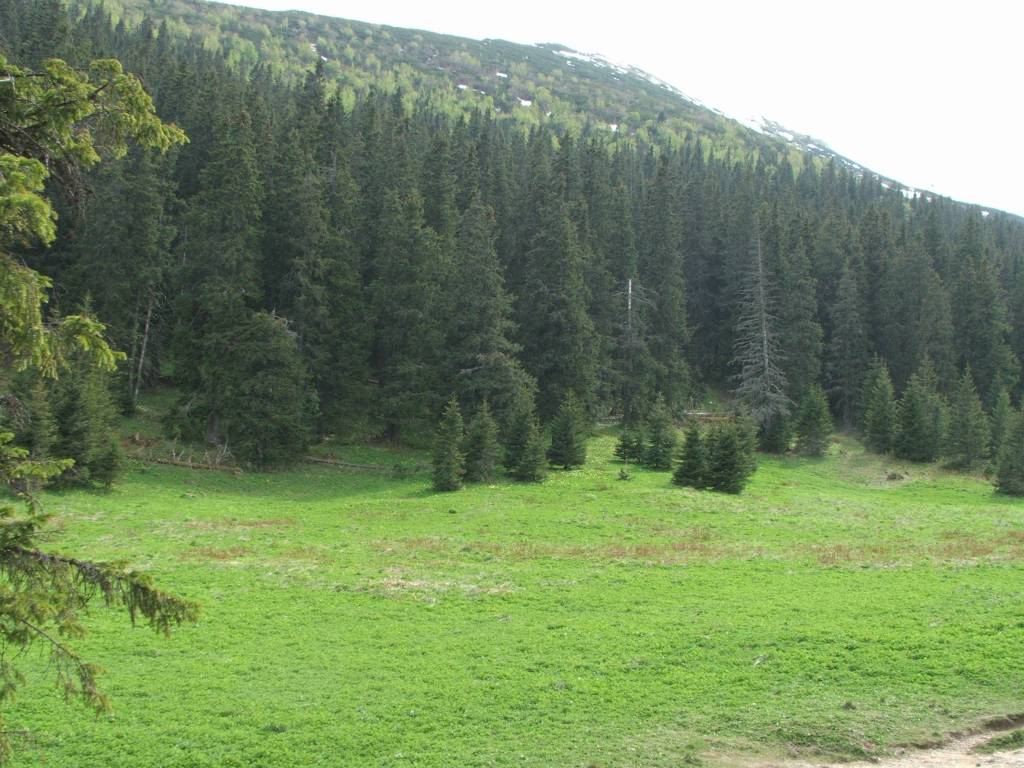
Zarastająca lasem polana Rówień Waksmundzka

Rówień Waksmundzka – położona na wysokości 1400–1440 m n.p.m. szeroka i trawiasta rówień na Waksmundzkiej Przełęczy pomiędzy Małą Koszystą a Gęsią Szyją w polskich Tatrach Wysokich. Dawniej polana ta i przylegające do niej serwitutowe lasy należały do terenów pasterskich Hali Waksmundzkiej. Stał tutaj jeden szałas postawiony w 1929 roku przez górali z Maruszyny. Po zaprzestaniu użytkowania polana zarasta lasem. W 1955 miała powierzchnię ok. 5 ha, ale w 2004 w wyniku zarośnięcia jej powierzchnia zmniejszyła się o ok. 49%.
Doliny poniżej przełęczy to Dolina Waksmundzka (na wschód) i dolina Pańszczyca (na zachód). Przez Rówień Waksmundzką przebiega dział wodny pomiędzy dorzeczami Białki i Białego Dunajca. Najciekawszy widok z równi rozpościera się w kierunku Tatr Bielskich.

## Szlaki turystyczne
Na przełęczy krzyżują się dwa szlaki turystyczne:
 z Toporowej Cyrhli przez Psią Trawkę, Waksmundzką Polanę, Polanę pod Wołoszynem i Wodogrzmoty Mickiewicza do Morskiego Oka.
- Czas przejścia z Toporowej Cyrhli na Rówień Waksmundzką: 2:10 h, ↓ 1:45 h
- Czas przejścia z Równi Waksmundzkiej do Wodogrzmotów: 1:25 h, z powrotem 1:35 h

 z Wierchporońca przez Rusinową Polanę, Gęsią Szyję i Rówień Waksmundzką do schroniska „Murowaniec” w Dolinie Gąsienicowej.
- Czas przejścia z Wierchporońca na Rówień Waksmundzką: 2 h, z powrotem 1:35 h
- Czas przejścia z Równi Waksmundzkiej do Murowańca: 2:15 h, z powrotem tyle samo.